# Ázsia földrajza

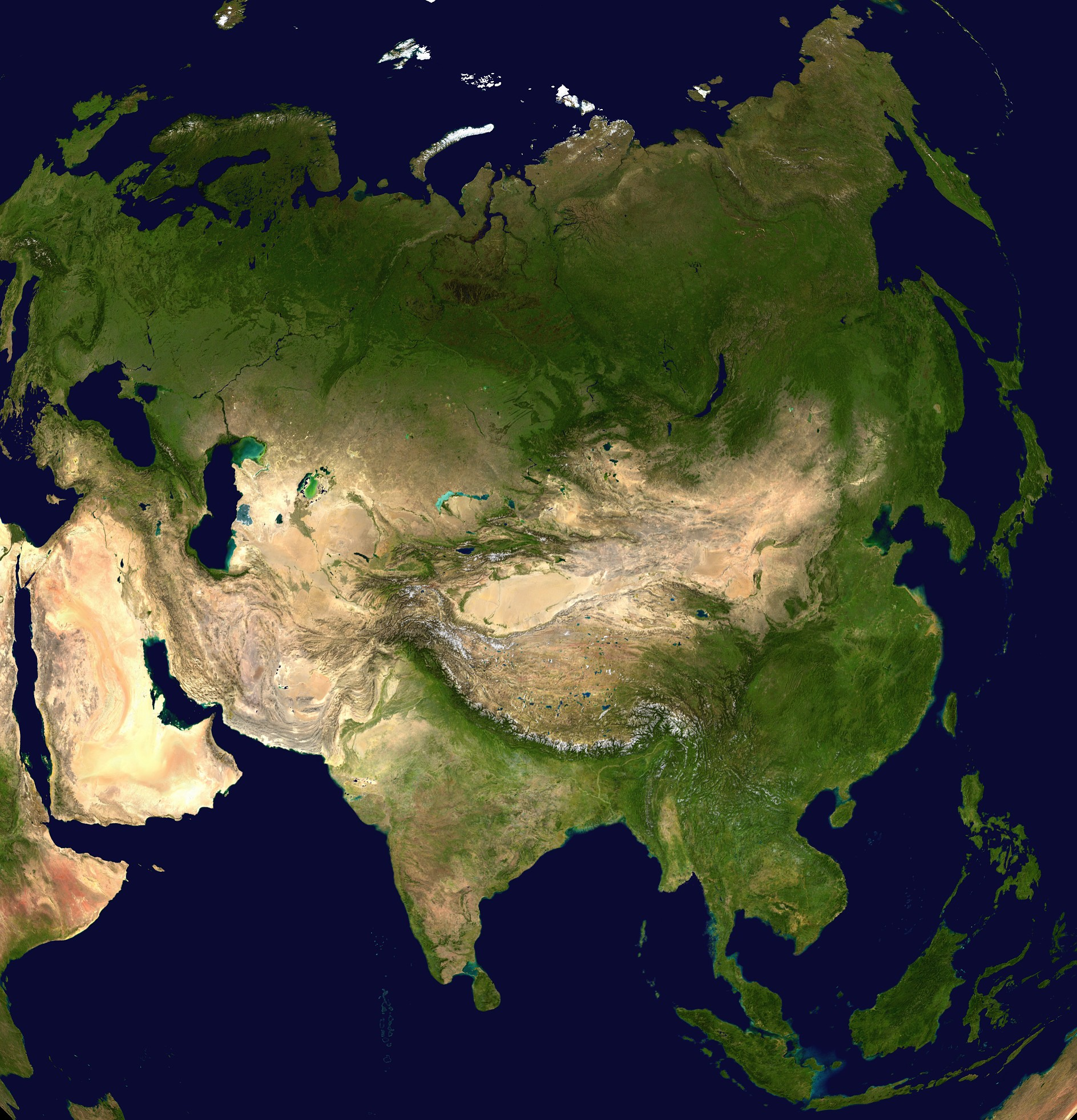
Ázsia látképe űrfelvételről

Ázsia mintegy 44,614 millió négyzetkilométer (Oroszország nélkül 31,7 millió négyzetkilométer) területével a Föld legnagyobb kontinense, mely terület a teljes szárazföldi tömeg mintegy harmadát teszi ki. Ázsiát Európával együtt a nagy eurázsiai kontinens részének tekintik.
Ázsia kontinentális szárazföldtömege teljes egészében a keleti féltekén és az Egyenlítőtől északra fekszik, kivéve a kelet-szibériai Csukcs-félszigetet, amely a nemzetközi dátumvonaltól keletre található, valamint kivételek még Maláj-szigetcsoport legdélebbi szigetei, amelyek a Föld déli féltekéjén találhatók.

## Fekvése
Ázsia határai északon a Jeges-tenger, keleten a Csendes-óceán, délen pedig az Indiai-óceán.

## Leírása

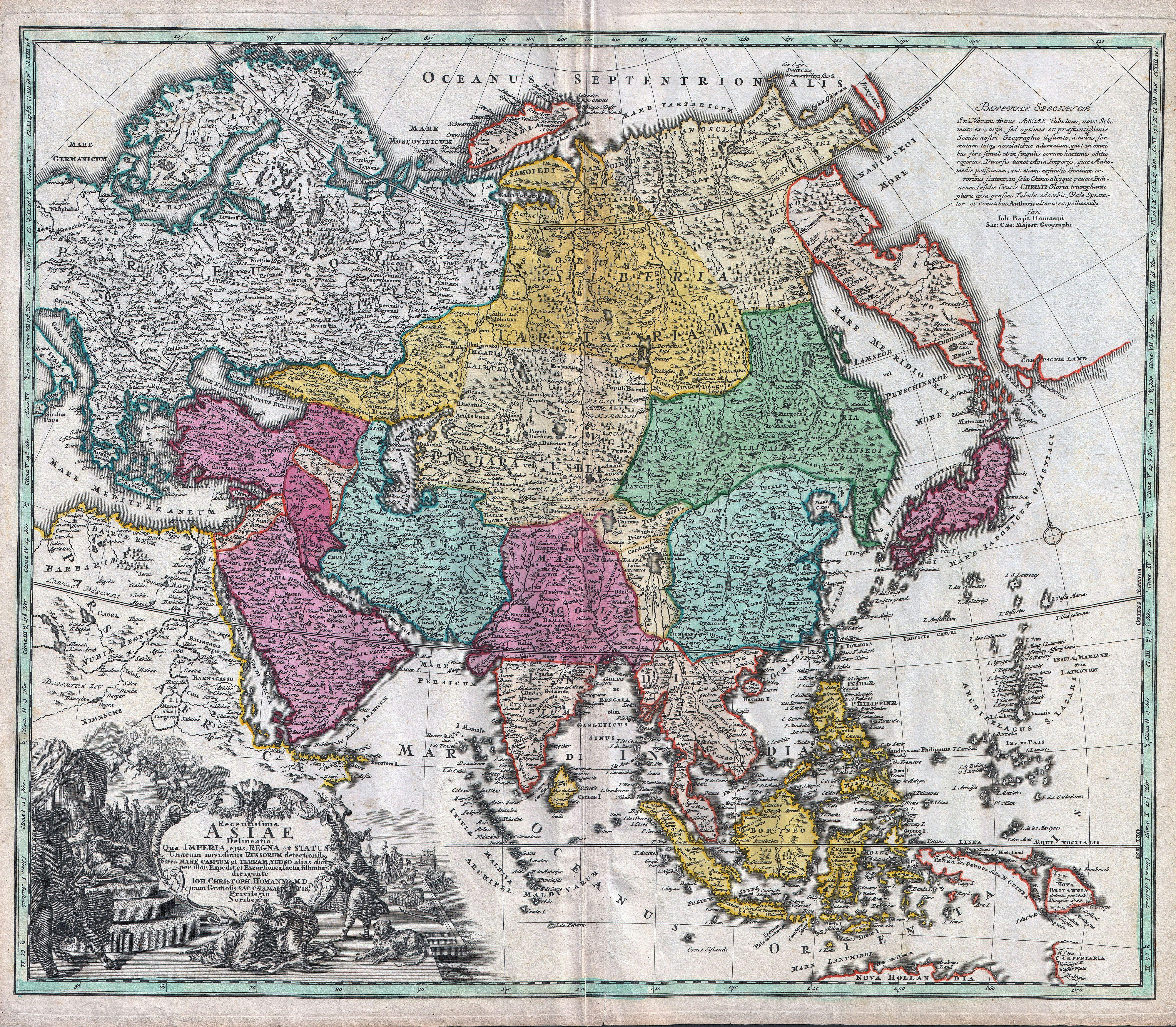
Ázsia egy 1730-as térképen

Ázsiának Európával egyértelmű földrajzi vagy geológiai határa nyugaton nincs. Ázsiának Európával való határát északról déli irányban a legáltalánosabban meghatározva: az Urál-hegység, Urál folyó, Kaszpi-tenger, Kaukázus, Fekete-tenger déli partvidéke, a Boszporusz, a Márvány-tenger és a Dardanellák képezik. Ennek az északi Barents-tengertől a déli Fekete-tengerig terjedő határnak a hossza mintegy 2700 km.

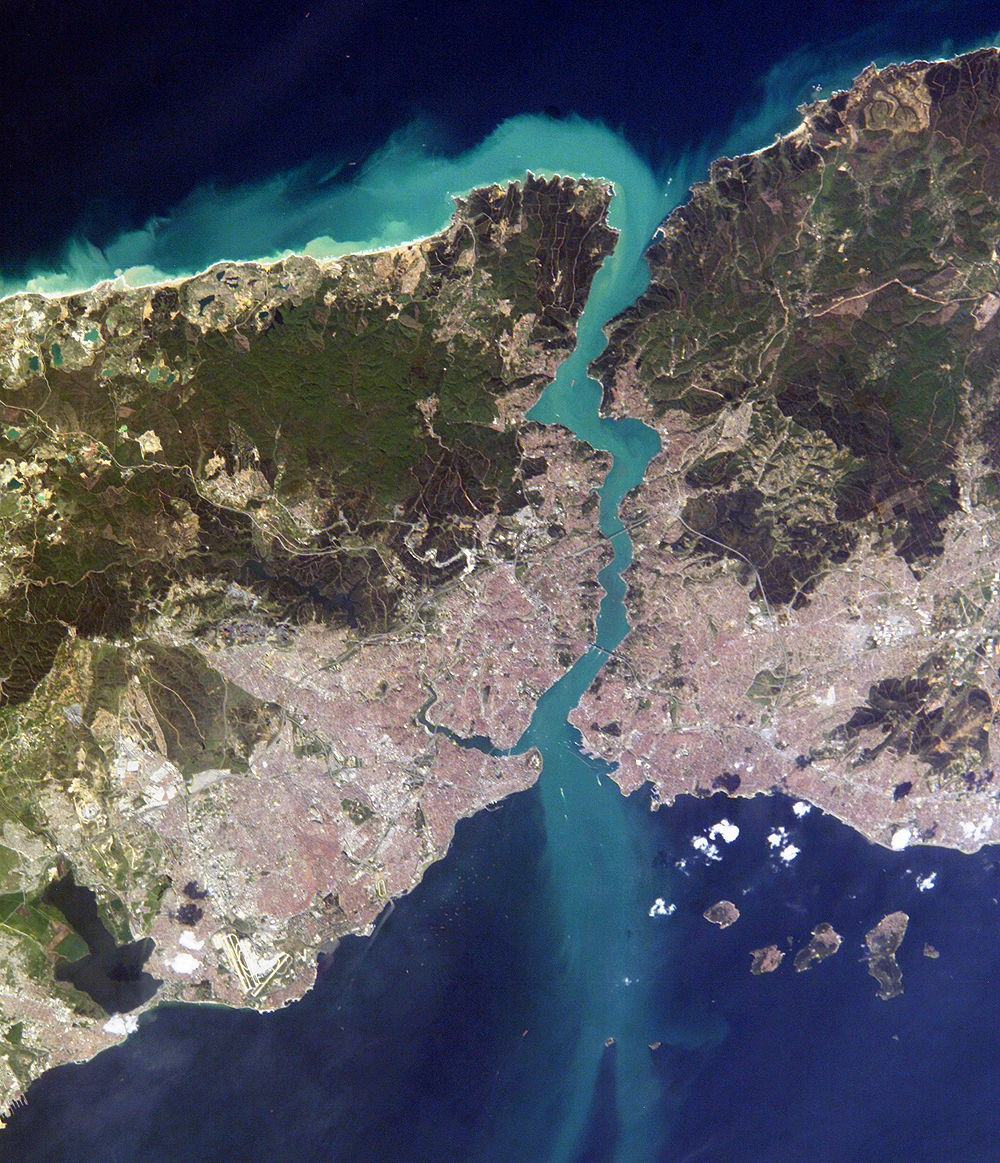
A Boszporusz műholdképe

Ázsia Afrikához a Vörös-tengertől északra a Sínai-félszigeten keresztül (a 145 km széles Szuezi-szorossal) kapcsolódik.
Északkeleten, a Bering-szorosnál Ázsia és Észak-Amerika szárazföldi részei alig 80 km távolságra vannak egymástól.
Délkeleten Ausztráliával a Maláj szigetvilág képezi a kapcsolatot.

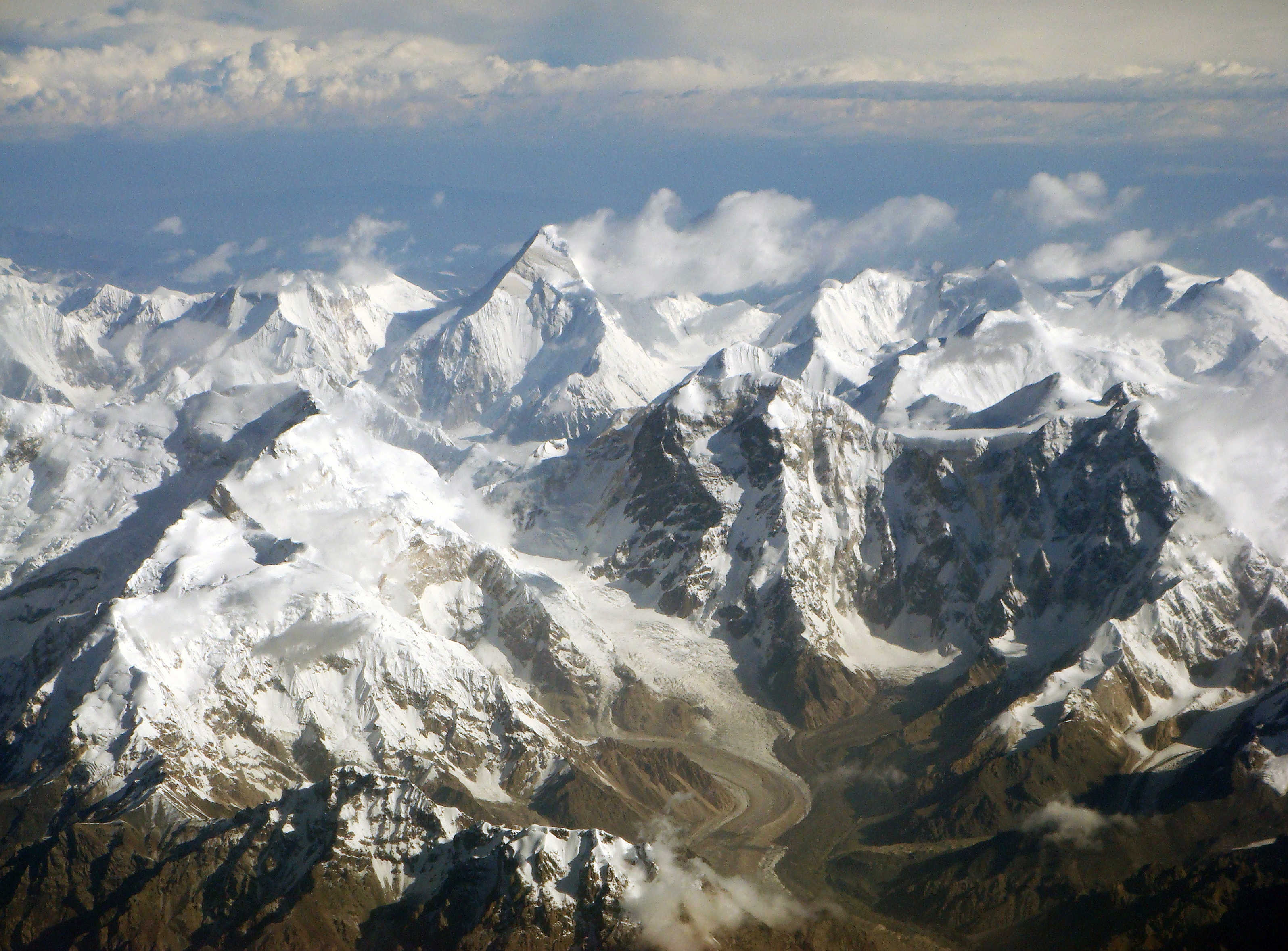
A Tie San hófedte hegyláncai

Ázsia partvonala mintegy 82 300 km hosszú, melyből a Jeges-tenger 15 900 km, a Csendes-óceán 27 300 km, az Indiai-óceán 33 600 km, valamint a Földközi-tenger és a Fekete-tenger együttes hosszúsága mintegy 5500 km.
Ázsia földrajzi "központja" az oroszországi Kizilben található. Erről Douglas Carruthers brit geográfus a 20. század elején végzett számításokat, melyek szerint Ázsia földrajzi középpontja a dél-szibériai Tuva autonóm orosz köztársaságban, a Nagy- és Kis-Jenyiszej folyók összefolyásánál fekvő Kizil közelében található.

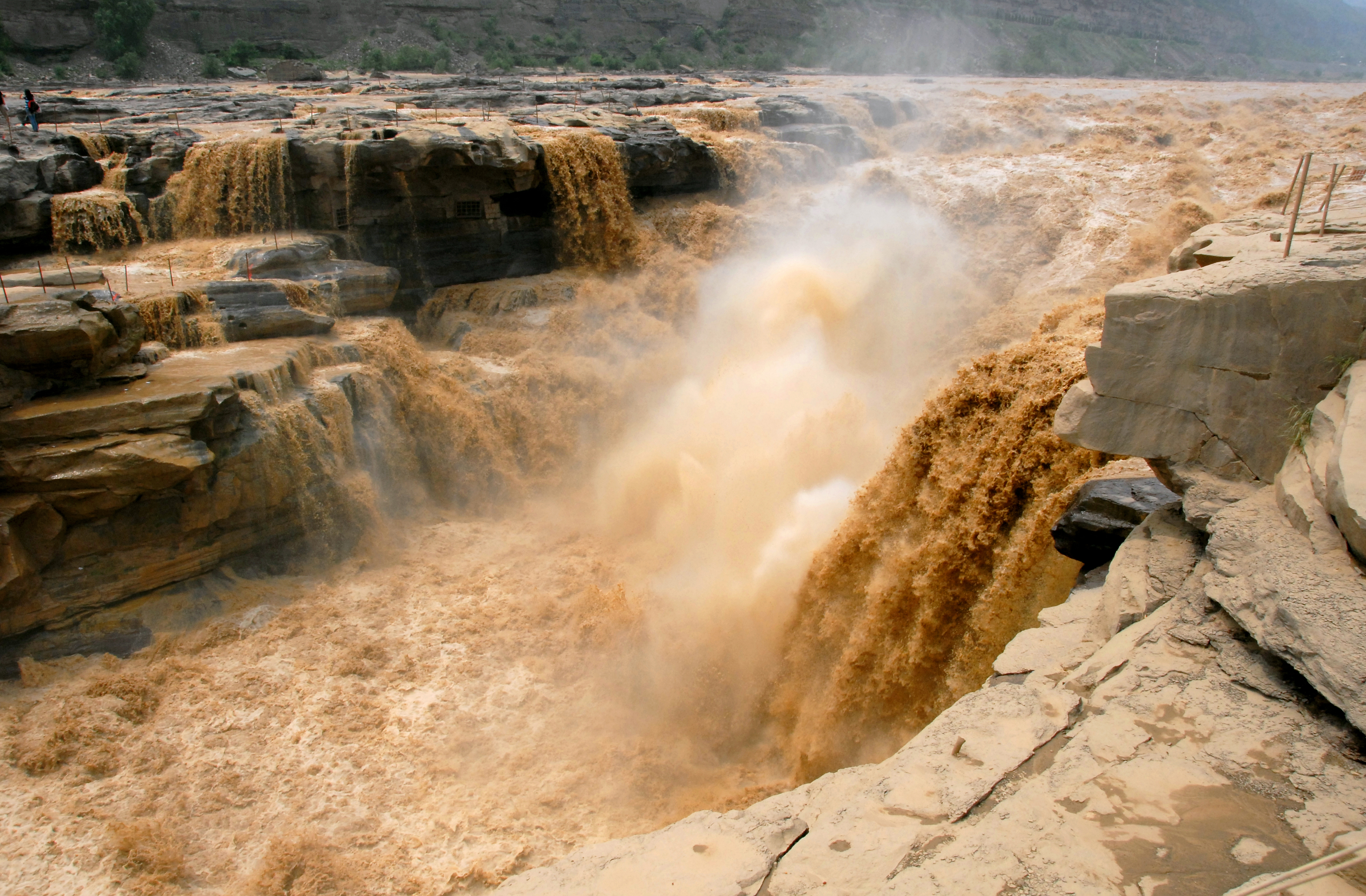
A Sárga folyó egy részlete Kínában

A szárazföld legészakibb pontja a Cseljuskin-fok (77° 40′ északi szélesség) a szibériai Tajmir-félszigeten.
A szárazföldtömeg legdélebbi pontja a Maláj-félsziget csúcsán fekvő Johor állam, és a Maláj szigetvilág legdélebbi szigetei még a Föld déli féltekéjén helyezkednek el.
A legnyugatibb pont a Kis-Ázsiában található Baba-fok (26° 4′ keleti hosszúság).
A legkeletibb pont a kelet-szibériai Csukcs-félszigeten, a Deshnyov-foknál van (169° 44′ nyugati hosszúság).
A hatalmas szárazföldi tömegnek számos nagyobb szigete és félszigete található a parttól távolabb.
Nyugati része: Kis-Ázsia (Anatólia) az Eurázsiai-lemez része.
Délnyugaton: a Vörös-tenger és a Perzsa-öböl közötti Arab-félsziget geológiailag az Arab-lemez része.
India a Perzsa-öböl és a Bengáli-öböl között, a part menti Srí Lanka-szigettel együtt geológiailag az Indo-Ausztrál-lemezhez tartozik.
Délkeleten: Hind India Indokínával, Malajziával és Indonéziával a Bengáli-öböl és a Dél-kínai-tenger között.
Ázsia keleti partvidékén több délre néző félsziget is található tengeri szigetsorozatokkal: a Koreai-félsziget, Kamcsatka a Kuril-szigetekkel, Szahalin és Japán szigetei (Hokkaidō, Honshū, Shikoku és Kyūshū) valamint a Fülöp-szigetek.
Északon a szibériai partvidéket a Taimír- és Jamal-félszigettel együtt a hatalmas folyók torkolatai jellemzik.

## Ázsia régiói

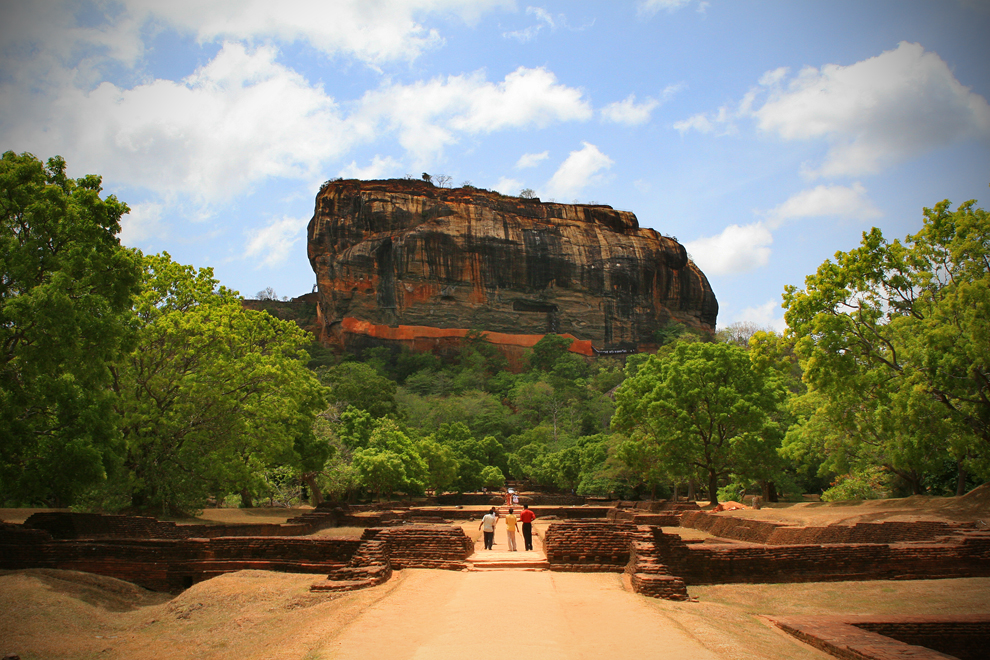
Sry Lanka, Szigirija erőd

- Észak-Ázsia
- Közép-Ázsia
- Közel-Kelet (Nyugat-Ázsia)
- Dél-Ázsia
- Kelet-Ázsia
- Délkelet-Ázsia

## AzENSZstatisztikai hivata az UNSD régió felosztása
Ázsiát az ENSZ statisztikai hivatala, az UNSD a következő, régiókra felosztva használja:
- Észak-Ázsia, az ENSZ által nem kategorizált Észak-Ázsia.
- Közép-Ázsia, ENSZ regionális kód: 143
- Közel-Kelet (Nyugat-Ázsia), ENSZ regionális kód 145.
- Dél-Ázsia, ENSZ regionális kód: 034
- Kelet-Ázsia, ENSZ regionális kód 030
- Délkelet-Ázsia, ENSZ regionális kód: 035
Egyes kiadványokban a céltól, témától és háttértől függően ezeket a határokat változtatják, a következő adott felosztást használva: Afganisztánt korábban Közép-Ázsiához, jelenleg Dél-Ázsiához sorolják. Vannak alternatív vagy kiegészítő felosztások is, például Északkelet-Ázsia esetében.

## Ázsia folyói

### A Jeges-tengerbe ömlő folyók

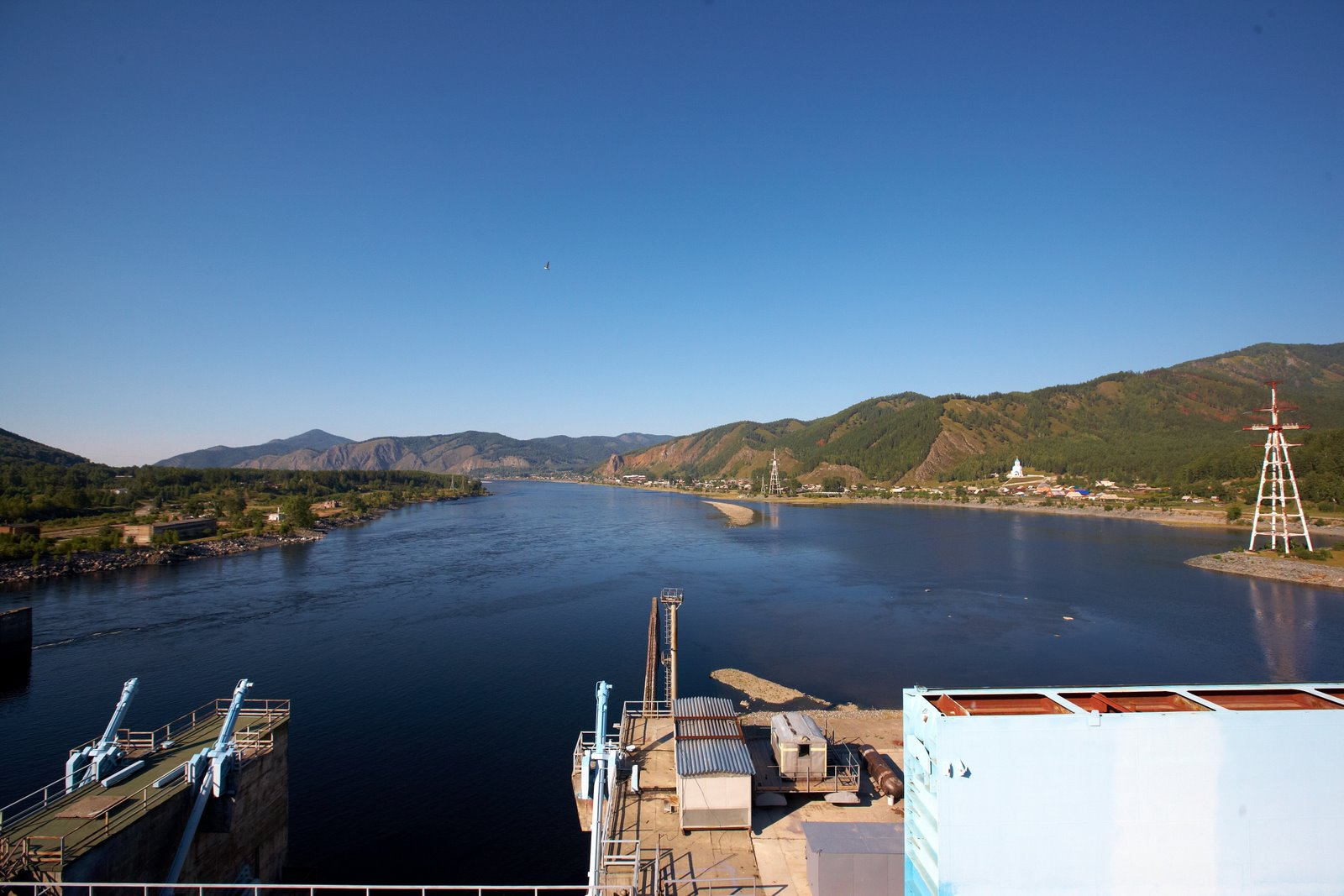
A Jeniszej folyó Szibériában

Szibéria legfontosabb folyói délről észak felé haladva a Jeges-tengerbe torkollnak. Ez az állapot megnehezítette Szibéria fejlődését, mivel nincs nyugat-keleti vízi összeköttetés, valamint a folyók csak nyáron hajózhatók. Ettől eltekintve a folyóknak nagy gazdasági jelentősége van a transzszibériai vasúttól északra fekvő területek ellátásában. Nyugatról keletre haladva a legfontosabb szibériai folyók: Ob, Jenyiszej, a Léna és a Kolima.
- Az Ob két folyó; a Bija és a Katun egyesüléséből keletkezik a dél-szibériai hegyekben, Bijszk (Biysk) város közelében. A mintegy 3650 km hosszú folyó a nyugat-szibériai síkságon az Urál-hegység mentén folyik. Torkolata, az Obbusen 1000 km hosszú szélessége pedig néhol eléri akár 60 km-t is.
- A Jenyiszej forrásai a tuvai Szajan-hegységben erednek. A folyó két ága a 605 km hosszúságú Nagy-Jenyiszej és a 680 km hosszú Kis-Jenyiszej a Kiszil keleti szélénél egyesül, így alkotva a Jenyiszej folyót. Ezután a Jenyiszej elhaladva Abakan és Krasznojarszk nagyvárosok mellett, egyesül a Bajkál-tó kifolyójával, az Angarával, és a fontos szerepet betöltő Dugyinka kikötő mellett ömlik a Kara-tengerbe. A folyó hossza 4092 km, vízgyűjtő területe 2 554 482 km², torkolatánál másodpercenként mintegy 19 600 m³ vizet levezetve, ezzel Szibéria legvízgazdagabb folyójának tekinthető.
- A Léna több mint 4400 km-es hosszával a Föld egyik leghosszabb folyójának számít, melynek forrása mindössze néhány kilométerre van a Bajkál-tótól, mégis a folyó több ezer kilométerre ömlik a tengerbe. A Léna vízgyűjtő területe 2 460 000 km², és torkolatánál másodpercenként mintegy 16 440 m³ vizet termel (1994-es éves átlag).
A Kolima a négy nagy folyó közül az utolsó, amelynek hossza 2513 km, vízgyűjtő területe 526 000 km², és a torkolatánál másodpercenként eléri a mintegy 2728 m³ vízmennyiséget (1994-es éves átlag). A Kolyma hegységben és a Kolyma partján 1987-ig aranyat is bányásztak. Az itt dolgozó munkások többnyire börtönviselt rabok és a második világháború foglyai voltak.

### ACsendes-óceánbaömlő folyók

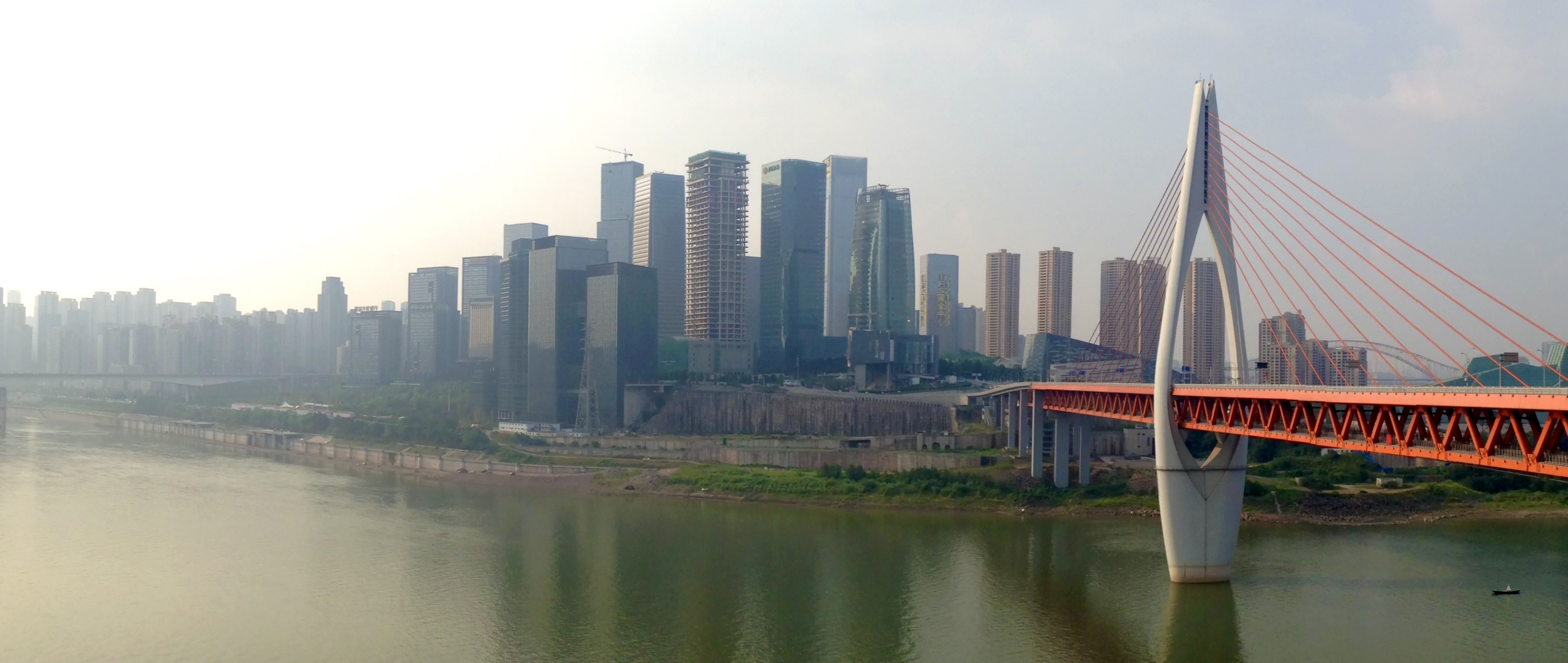
Csungking városának látképe Kínából

- Az Amur egy 2824 km hosszú folyó Kínában és Oroszországban, amely a Csendes-óceán északi részébe ömlik a tengerbe. A folyó Mohétól mintegy 65 km-rel nyugatra az Argun és a Shilka összefolyásánál ered, Oroszország és Kína határfolyója.
- A Sárga-folyó, kínai nevén Huang He (régi helyesírással Hoangho) a Kínai Népköztársaság északi részén található folyó, hossza 5464 km. Ezzel Kína második leghosszabb folyója. Vízgyűjtő területe 945 065 km². A Sárga-folyó forrása a tibeti felföldön ered, mintegy 200 km-re északra a Lhászát és Hszininget légvonalban elválasztó távolság felétől.
- A Jangce folyó 6380 km-es hosszával Ázsia leghosszabb folyója, és egyúttal a Nílus és az Amazonas utána a világ harmadik leghosszabb folyójának is számít, melynek 6380 km-es hosszából 2800 km hajózható. A Jangce folyó vízgyűjtő területe 1 722 155 km², és a torkolatánál másodpercenként mintegy 31 900 m³ vizet szállít. A folyó forrása 5405 m magasságban ered, a tibeti Tangula Shan hegységben, torkolata pedig Sanghaj városának közelében található. Útja során számos szurdok és nagyváros mellett halad el. Ezek közül az úgynevezett "Három szurdok" a régóta vitatott Három-szurdok gátjával a leghíresebb. 

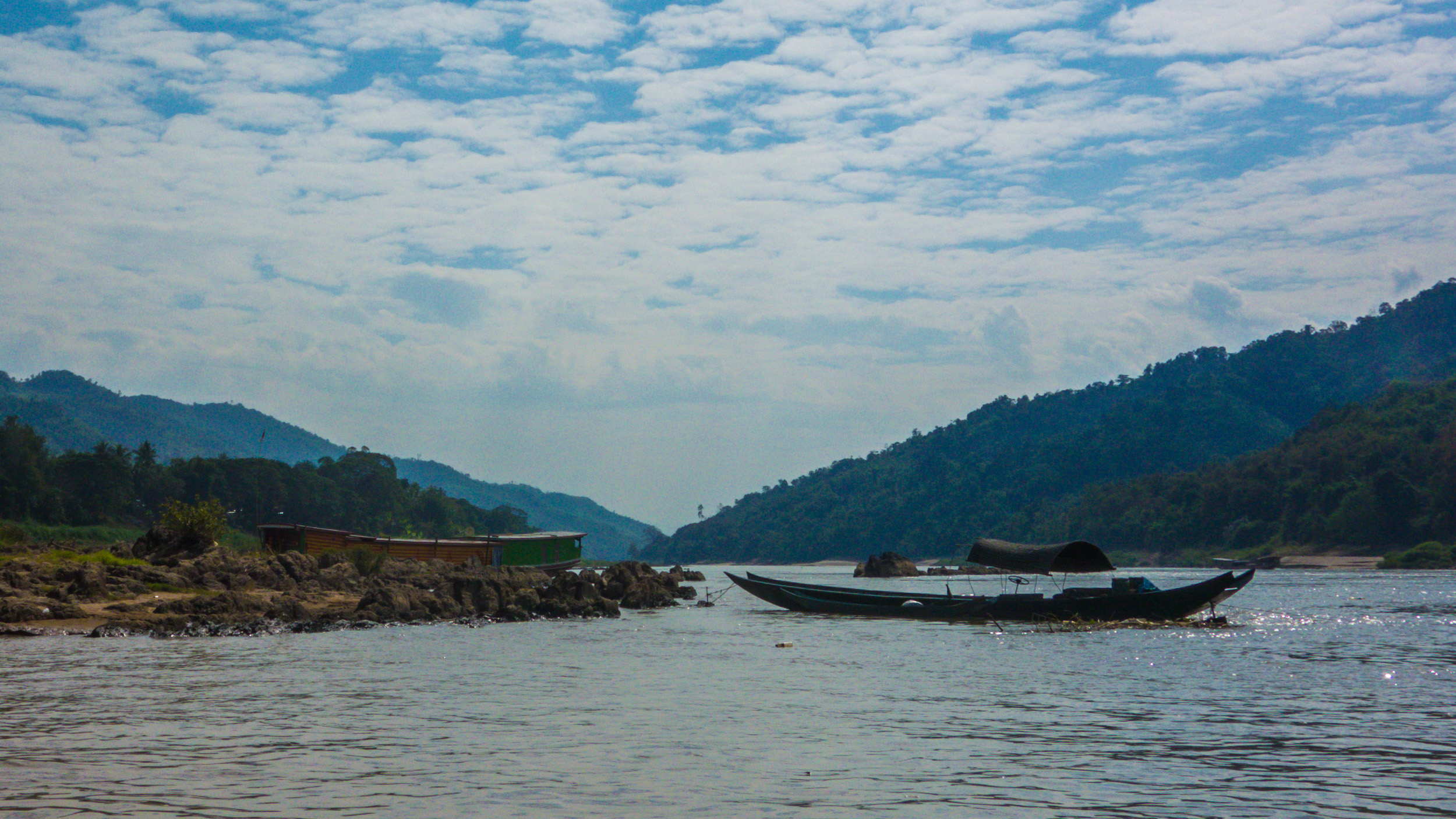
A Mekong folyó Délkelet Ázsiában

A folyó közelébe eső legfontosabb nagyvárosok: Panzhihua, Yibin, Luzhou, Csungking, Yichang, Jiangling, Shishou, Yueyang, Xianning, Vuhan, Ezhou, Huangshi, Jiujiang, Anqing, Tongling, Wuhu, Ma'anshan, Nanking, Yangzhou, Zhenjiang és Nantong.

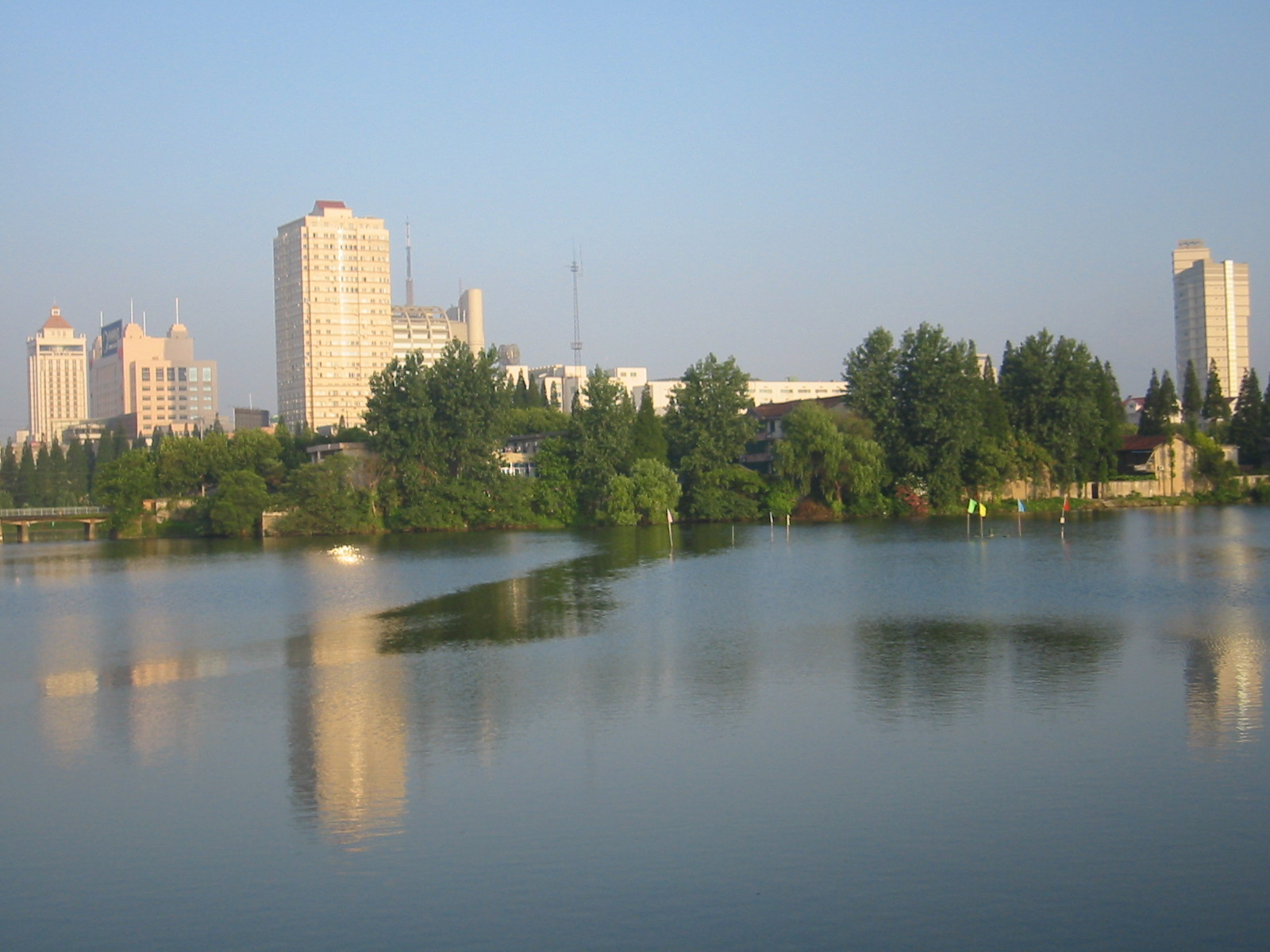
Nantong látképe

A Mekong egy folyó Délkelet-Ázsiában, melynek eddig sem pontos forrását, sem pontos hosszát nem sikerült meghatározni. A hosszára vonatkozó információk 4350 km és 4909 km között változnak. A Tonle Sap-tónál minden év júniusában egyedülálló természeti jelenség figyelhető meg. Júniusban a monszun esőzések és a Himalája olvadékvize miatt a Mekong folyó akár négyszer annyi vizet is szállít, mint a száraz hónapokban. Ennek következtében a Mekong vize a Tonle Sap folyóba nyomul, ezáltal megváltoztatva annak folyásirányát. A víztömegek visszatolódnak a Tonle Sap medencéjébe, és feltöltik a tavat. 
A Tonle Sap, a Mekong és a Bassac folyókkal együtt a Tonle Sap-tó egy egyedülálló ökoszisztémát alkot, amely nemcsak a vízben és a környéken élő fajok (mintegy 300 halfaj, madárfaj, ...) bőségét tette lehetővé, hanem meghatározó volt az itt élő emberek és khmer kultúrájuk fejlődésében is, a híres angkori templomkomplexummal.

### Az Indiai-óceánba ömlő folyók

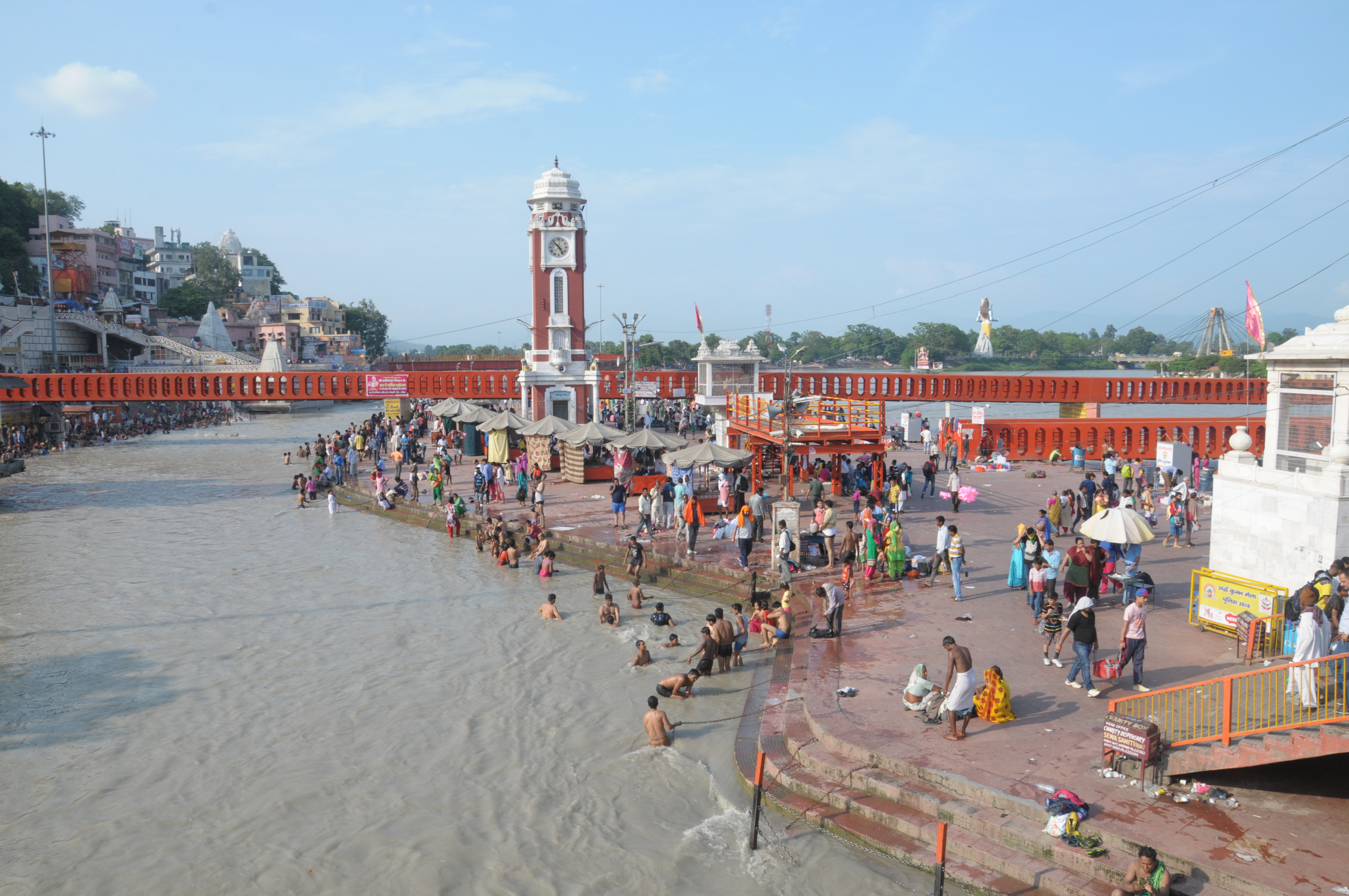
A Gangesz folyó Indiában, Haridwarnál

- Az Iravádi (Irawadi) egy 2092 km hosszú folyó vagy patak Délkelet-Ázsiában. Tibet legdélebbi délkeleti részén ered, és a mianmari Yangon várostól 150-180 km-re délnyugatra egy körülbelül 40 000 km²-es torkolatvidéki deltába torkollik, amelyet főként rizstermő területként használnak, és évente akár 60 méteres üledéklerakódással nyomul ki az Andamán-tengerbe.
- A Gangesz folyó hossza 2511 km. Indián és Bangladesen folyik keresztül, majd miután átfolyik egy hatalmas delta-torkolaton, a 2998 km hosszú Brahmaputrához hasonlóan a Bengáli-öbölbe és így az Indiai-óceánba ömlik. A Gangesz a Himalája hegység délnyugati részén ered, és a hinduk szent folyóként tisztelik.
- Az Indus 3180 km hosszával az indiai szubkontinens leghosszabb folyója és egyúttal Pakisztán legfontosabb folyója. Tibetben ered és az Arab-tengerbe ömlik. India országneve e folyó nevéből származik.
- Az Eufrátesz és a Tigris folyók körüli területet Délkelet-Anatóliában (Törökország), Szíriában és Irakban Mezopotámiának (folyóköz) nevezik. Az Eufrátesz a kelet-törökországi Örmény-felföldön ered, délkeleti irányban folyik át Szírián és Irakon, majd ott egyesül a Tigrissel, és végül a Perzsa-öbölbe ömlő Shatt al-Arab folyóvá válik. Az Eufrátesz a Közel-Kelet legnagyobb folyója, hossza 2736 km, a Tigrisé 1899 km.

## Tavak

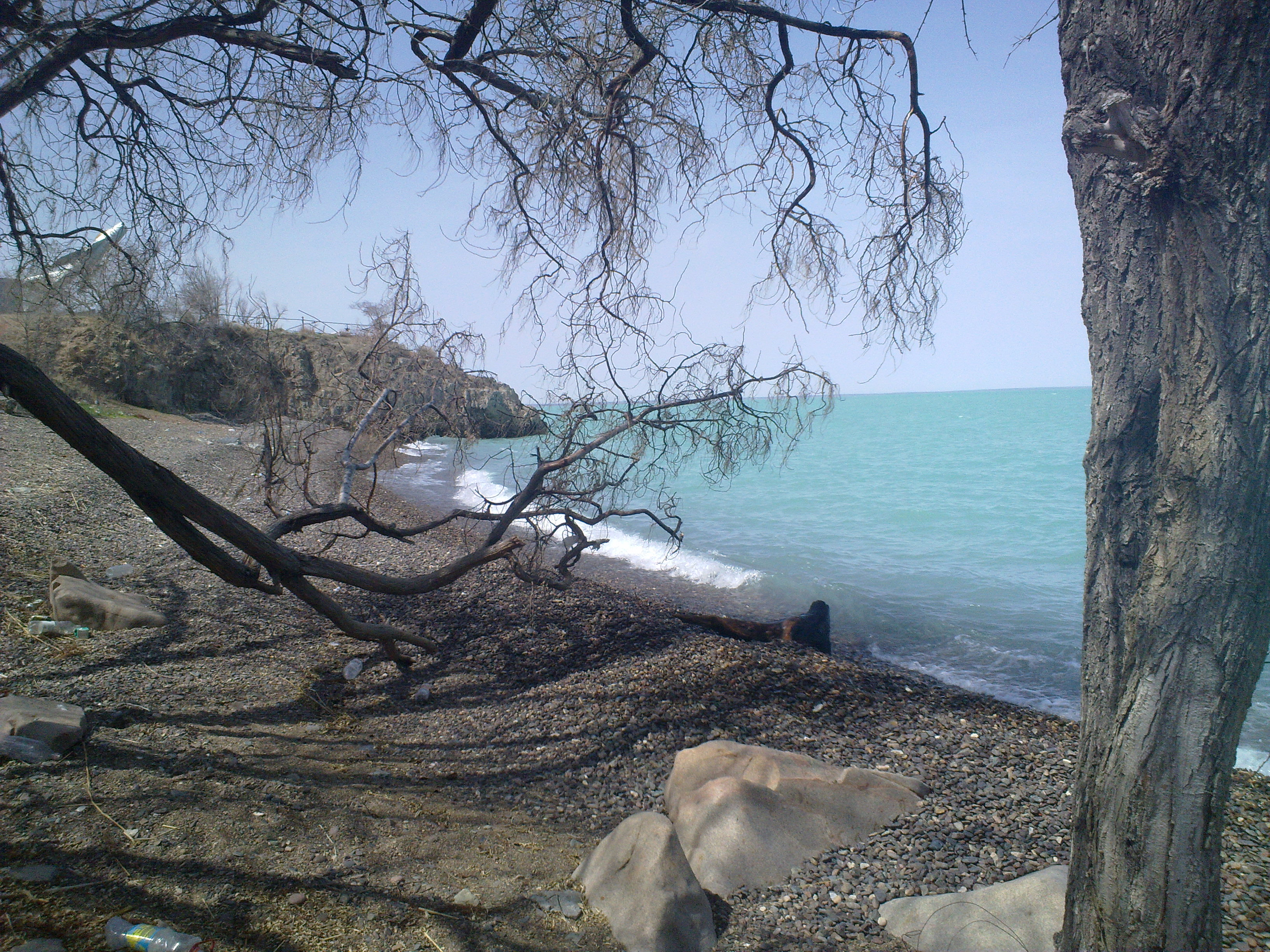
A Balkas-tó látképe Ázsiában

### Lefolyástalan tavak
- Az Aral-tó - egy lefolyás nélküli sós tó, amelynek fele Kazahsztánban, fele Üzbegisztánban helyezkedik el. Közép-Ázsiában, nagy sivatagok és sztyeppék közepén található. Az Aral-tó egykor a világ negyedik legnagyobb tava volt, területe mintegy 66 900 km². Néhány évtizede azonban a "világ tetejéről" csak kevés víz jut a tóba az Amu-darja (üzbégül: Amudaryo) és a Szir-darja folyókon keresztül, mivel a vizet elterelik, hogy a sivatagokat szántóföldekké alakítsák.
- A Balkas-tó, melynek neve mocsári tavat jelent, egy lefolyástalan tó, amely a kelet-kazahsztáni (Ázsia) sivatagi sztyeppén található. A 18 428 km²-t is elérő tó a Kazah Sill és a Hét folyó közötti medencében fekszik.
- A Holt-tenger egy kb. 600 km²-es, lefolyás nélküli sós tó, amely egy mélyedésben fekszik. Ez a Jordán-hasadékvölgy része, amely az úgynevezett Nagy Afrikai Hasadékvölgy északi folytatása.
- Az Iszik-köl (tó) Kirgizisztánban (Közép-Ázsia) található. mely a dél-amerikai Titicaca-tó után a Föld második legnagyobb hegyi tava, 6236 km²-nyi területével.
- A Van-tó Törökország legnagyobb tava, mely az ország távol-keleti részén található. A tó vize erősen lúgos, mivel a tó korábbi lefolyását a Nemrut vulkán (a nyugati parton) elzárta.

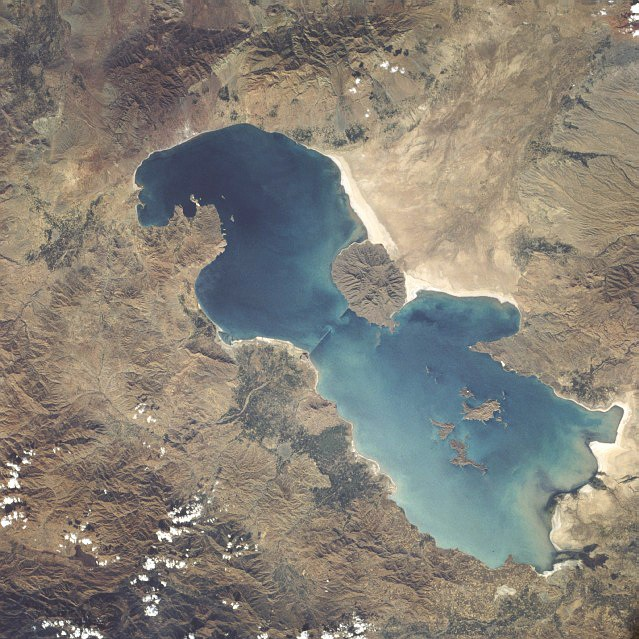
Az Urmia-tó műholdképe

- Az Urmia-tó (a Pahlavi-dinasztia idején Rizaiyeh-tónak hívták) Irán legnagyobb belvízi tava, melynek vízszintje 1280 m tengerszint feletti magasságban van. Sótartalma 30 %, ami nagyjából megegyezik a Holt-tenger sótartalmával, így nem teszi lehetővé az állatok és a növények növekedését. A tónak nincs kifolyása.
- A Csinghaj-tó a Föld egyik legnagyobb sós tava, mely a kínai Csinghaj tartományban található. Tengerszint feletti magassága 3195 m, területe 5694 km². A tó vízszintje 1959 óta folyamatosan csökken. E folyamat eredményeként a korábban a tóhoz tartozó vízterületek önálló tavakká váltak a Csinghaj-tóval való összeköttetések kiszáradásai miatt.
- A Galileai-tenger Izrael északi részén, a Jordán-hasadék északi völgyében található, amely a Nagy Afrikai-hasadékvölgy északi folytatása. A tengerszint alatti 212 méteres mélységével a tó a Föld legmélyebben fekvő édesvízi tava, de más édesvízi tavak sokkal mélyebbek (lásd Bajkál-tó). Vízállástól függően akár 21 km hosszú, legszélesebb pontján 12 km széles, vízfelülete 165 km², kerülete 53 km, legmélyebb pontján 46 m. Kivezető folyása, a Jordán folyó a tóba ömlik. Kifolyója, a Jordán folyó a Holt-tengerbe ömlik.

## Fordítás
- Ez a szócikk részben vagy egészben  a   Geographie Asiens című német Wikipédia-szócikk ezen változatának fordításán alapul.  Az eredeti cikk szerkesztőit annak laptörténete sorolja fel. Ez a jelzés csupán a megfogalmazás eredetét és a szerzői jogokat jelzi, nem szolgál a cikkben szereplő információk forrásmegjelöléseként.